# Blanc-manger
Blanc-manger is een zoet en hartig gerecht van Perzische en middeleeuwse oorsprong, een soort pap of gelei, dat in de moderne tijd een zoet dessert is geworden. Het is traditioneel gebaseerd op melk, amandelen of rijst (die de rol van verdikkingsmiddel speelt, vervangen door of toegevoegd tot aardappel- of maïszetmeel) of zelfs exotische ingrediënten (kokosnoot), die wordt gekookt en een soort pudding of vla geeft die wordt gekenmerkt door zijn ivoorwitheid. Het verschilt van panna cotta, dat is gemaakt met room en gelatine. In de praktijk worden de twee termen wel eens verward en veel recepten lenen van de ene of de andere van deze desserten.

## Geschiedenis
Iets gelijkaardigs aan blanc-manger kwam voor in de Romeinse keuken. Maar het is waarschijnlijk de introductie door de Perzen vóór het begin van de Middeleeuwen van rijst en amandelen, die het recept voor blanc-manger het dichtst bij het huidige geeft. Pierre Leclerc merkt met de mamuniyya (Syrische blanc-mange) op dat dit gerecht een mengsel is van kippenvlees, rijstmeel, amandelmelk of zelfs pistachenoten. Een Syrische verhandeling uit de 13e eeuw, de kitab al-wusla, geeft het recept (gestampte vleespap, verdikt met rijstpuddingmeel, vergezeld van gemalen amandelen of amandelmelk). Tegelijkertijd verwijzen verschillende bronnen naar gerechten die lijken op blanc-manger met zeer vergelijkbare recepten in Europa, zoals de Deense hwit moos in de 13e eeuw, de Anglo-Normandische blanc desirree en het Nederlandse calijs. Het oudste recept dat tot nu toe is gevonden, is afkomstig van een kopie van een Deense vertaling van een recept uit het Duits, daterend uit uiterlijk de 13e eeuw, die is gebaseerd op manuscripten in de Romaanse taal of in het Latijn daterend uit de twaalfde eeuw of een eerdere periode. De naam blanc-manger verschijnt voor het eerst onder de Franse spelling blanmansier in een Duits receptenboek uit 1350, Das Buoch von guoter Spise.
In een 14e-eeuws Anglo-Normandisch manuscript vinden we een soortgelijk recept onder de naam maumenee (wat dus verwijst naar mamuniyya ) en in de Libro de arte coquinaria (1450) van Maestro Martino onder die van mamonia naast cibus albus of blanc mangier, waarvan het nauwelijks verschilt. In de 14e eeuw gaf Taillevent hartige recepten met vis of kalfsvlees of gevogelte. We vinden de equivalente Latijnse term Cibarium album in de 15e eeuw bij Platinum van Cremona, die verschillende recepten van "wit eten" geeft als aanvulling op zijn uitgave van Apicius' boek, De re coquinaria. In L'Ouverture de cuisine (1604) geeft Lancelot de Casteau twee recepten voor blanc-manger, één met amandelen en een zonder.
François Pierre de La Varenne gebruikte ook amandelen voor dit recept. In de 18e eeuw werd het gezoet en werd er gelatine aan toegevoegd.
In moderne tijden maakten deze recepten, die zoete en hartige smaken vermengden, plaats voor zoete desserts, door middel van een lokale herinterpretatie van blanc-manger (met gemalen amandelen, met eiwit) of exotisch, in het bijzonder Creools, dat gecondenseerde melk, kokosmelk, kokosnoot, limoen, rum en vanille combineert, allemaal gegeleerd.

## Oude recepten
Oorspronkelijk was blanc-manger een gerecht dat geassocieerd werd met wit vlees (gevogelteborst) en bestond uit een mengsel van uitsluitend witte producten, met name witte amandelen, rijst en melk. De term evolueerde in de 17e eeuw naar een zoeter hartig gerecht.

### Middeleeuws recept volgens Taillevent
Guillaume Tirel dit Taillevent (Franse kok uit het einde van de 14e eeuw) zou de auteur zijn van Viandier, een boek voortkomend uit het manuscript van Sion, daterend uit de tweede helft van de 13e eeuw. Het recept is een begeleiding, in de vorm van gegeleerde pap, bij wit vlees en wordt gekleurd in twee kleuren (wit en groen) of zelfs drie (blauw) of vier.
Prenez amandes echaudées et pelées, et les broyer très bien, et les deffaictes d'eau boullie; puis, pour faire la lieure pour les lier, faut avoir du riz batu ou de l'amidon. Et quand son lait aura boulie, le fault partir en plusieurs parties, en deux potz, qui ne veult faire que de deux couleurs, et, qui le veult, faire en trois ou quatre parties; et convient qu'il soit fort lié autant que seront froumentée, tant qu'il ne se puisse reprendre quant il sera drecié ou plat ou en l'escuelle; puis prenez orcanet, ou tornesot, ou asur fin, ou persil, ou salmonde, ou ung petit de saffren coulé avec la verdure, affin qu'il tienge mieux sa couleur quant il sera boullu; et convient avoir du sang de porc et mettre tremper dedans l'orcanet ou tournesot, et l'azur pareillement. Et jetez du sucre dedans le lait quand il bouira, pour tirer arrière, et le salez, et remuez fort, tant qu'il soit renforcy et est prins sa couleur telle que lui voudrez donner.

### Koninklijke blanc-manger
Louis XII kreeg een zoete blanc-manger geserveerd, die als weelderig werd beschouwd, bestaande uit rijstpudding met amandelen vermengd met kipfilets, allemaal gekruid met verjus.

### Blancmanger met kipfilet
Lancelot de Casteau geeft de definitie van blanc-manger in "L’Ouverture de Cuisine" (1604), op een basis van kipfilet vermengd met rijstmeel, melk en alles gezoet. Het is dus van oorsprong een recept dat zeker zoet is maar geassocieerd wordt met dierlijke eiwitten. Het is een soort gelei gemaakt van een bouillon rijk aan collageen, toegevoegd met melk, gezoet en gearomatiseerd met rozenwater.
Pour faire blanc menger. Prennés un chapon ou poulle qui soit tuée deux ou trois jours, et la mettés cuire, estant bien cuite prennés la poitrine dehors, et la couppés en petites pieces, et les stampés en vn mortier, y adioustant deux ou trois cueillers de laict de vache, puis prennés sept liures et dix onces de laict de vache nne livre de farine de ris qui soit bien fin, et defaictes bien vostre farine auec la chair de chapon, et meslez tout le laict susdict avec, puis mettez livre et demie de sucre, qui soit bien blanc, mettez le dedans un chaudron sur le feu, et le tournés tousiours bien avec une lousse de bois, ayant bouly vn quart d’heure, mettez dedans huict onces d’eau de rose, vn peu de sel, et le laissez encor bouillir vn petit quart d’heure, puis l’hostez ius de feu, et le iettez dedans le plat, ou dedans des tasses, ou dedans des formes quarées.

### Blanc-manger van kip
De Suite des Dons de Comus (1742) geeft het recept voor "romige kip met blanc-manger", waarbij dit laatste overeenkomt met de kipfilet met toevoeging van vet, kruiden, specerijen, roomkruim en eidooiers, in saus. Dit recept, met een zoute smaak, bevat geen suiker.
Faites les cuire à la broche, levez toute la chair de dessus l’estomac et en compotez une farce avec du lard cuit, de la graisse de veau, ou tétine de veau, persil, ciboule, échalottes, sel, poivre, basilique, muscade, une mie de pain mitonnée dans la crème, le tout bien haché et pilé avec quatre jaunes d’œufs. Mettez cette composition sur l’estomac de vos poulets. Garnissez-les jusques sur les cuisses, et les panez de mie de pain très-fine. Mettez des lardes de lard sur une tourtière et vos poulets dessus, dont vous aurez enveloppé le dessous avec du papier bien beurré. Faites leur prendre couleur au four. Servez dessus un blong de veau, ou une sauce à la crème.